# Al-Kahf
Al-Kahf "A caverna" (em árabe: سورة الكهف) é a 18ª sura do Alcorão é formada por 110 ayat.Os profetas ancestrais diziam (hadith)que e muito legivel de se ler uma noite antes da noite de sexta feira,e na propria sexta feira,antes do (maghrib).Por palavras dos proprios profetas,os primeiros 10 versos ou os ultimos memorizados,irao proteje-los do (dajjal) o anti christo que ira vir a terra antes do dia do juizo finals.